# 영혼의 순례길
《영혼의 순례길》(冈仁波齐, Paths of the Soul)은 중국에서 제작된 장양 감독의 2015년 드라마, 다큐멘터리 영화이다.
2015 토론토 국제영화제에서 초연되었다. 2017년 6월 20일 중국에서 개봉되었다.